# Toray Pan Pacific Open 1993
Il Toray Pan Pacific Open 1993 è stato un torneo di tennis giocato sul sintetico indoor. È stata la 18ª edizione del Toray Pan Pacific Open, che fa parte della categoria Tier I nell'ambito del WTA Tour 1993. Si è giocato nella Yokohama Arena di Yokohama, in Giappone, dal 2 al 7 febbraio 1993.

## Campionesse

### Singolare
Martina Navrátilová ha battuto in finale  Larisa Neiland con il punteggio di 6–2, 6–2

### Doppio
Martina Navrátilová /  Helena Suková  hanno battuto in finale  Lori McNeil /  Rennae Stubbs con il punteggio di 6–4, 6–3